# Dongar Parasia
Dongar Parasia là một thành phố và khu đô thị của quận Chhindwara thuộc bang Madhya Pradesh, Ấn Độ.

## Nhân khẩu
Theo điều tra dân số năm 2001 của Ấn Độ, Dongar Parasia có dân số 37.876 người. Phái nam chiếm 51% tổng số dân và phái nữ chiếm 49%. Dongar Parasia có tỷ lệ 71% biết đọc biết viết, cao hơn tỷ lệ trung bình toàn quốc là 59,5%: tỷ lệ cho phái nam là 78%, và tỷ lệ cho phái nữ là 64%. Tại Dongar Parasia, 12% dân số nhỏ hơn 6 tuổi.